# Detlef Häußer
Detlef Häußer (* 1968) ist evangelischer Theologe und Professor für Neues Testament an der Evangelischen Hochschule Tabor in Marburg.

## Leben
Von 1987 bis 1991 studierte Detlef Häußer am „Theologischen Seminar“ (heute: Evangelische Hochschule) Tabor. 1991–1993 arbeitete er als Jugenddiakon in der evangelischen Kirchengemeinde Großalmerode. 1993–1997 studierte er Theologie und Klassische Philologie (Griechisch) in Marburg und Tübingen. 1997 erhielt er sein Diplom in Evangelischer Theologie an der Philipps-Universität Marburg. Seit 1997 ist er Dozent für Neues Testament und Griechisch an der Evangelischen Hochschule Tabor. 2005 war seine Promotion zum Dr. phil. an der Universität Dortmund mit dem Thema „Christusbekenntnis und Jesusüberlieferung bei Paulus“, wofür er den Dissertationspreis 2005 an der Universität Dortmund (Fakultät Humanwissenschaften und Theologie) erhielt. 2010 wurde er zum Professor an der Evangelischen Hochschule Tabor ernannt. Detlef Häußer ist verheiratet und hat eine Tochter und einen Sohn.

## Mitgliedschaften
- Society of Biblical Literature (SBL)
- Rhein-Main-Exegese-Treffen
- Arbeitskreis für evangelikale Theologie (AfeT), verbunden mit der Teilnahme und der Mitarbeit bei den Tagungen der Facharbeitsgruppe Neues Testament
- Fellowship of European Evangelical Theologians (FEET)

## Forschungsinteressen
- Philipperbrief
- Neutestamentliche Christologie
- Verhältnis von Jesus und Paulus
- Neutestamentliche Ekklesiologie
- Mission im Neuen Testament

## Veröffentlichungen
- Christusbekenntnis und Jesusüberlieferung bei Paulus (= Wissenschaftliche Untersuchungen zum Neuen Testament. Reihe II, Bd. 210). Mohr Siebeck, Tübingen 2006 (Dissertation), ISBN 978-3-16-148962-4.
- Der Brief des Paulus an die Philipper (= Historisch-Theologische Auslegung – Neues Testament), SCM, Witten 2016, ISBN 978-3-417-29733-1.
- Der jüdische Messias Jesus und sein jüdischer Apostel Paulus (= Wissenschaftliche Untersuchungen zum Neuen Testament. Reihe II, Bd. 425; gemeinsam herausgegeben mit Armin D. Baum und Emmanuel L. Rehfeld), Mohr Siebeck, Tübingen 2016, ISBN 978-3-16-153872-8.
- Bibelgriechisch leicht gemacht. Lehrbuch des neutestamentlichen Griechisch (Neubearbeitung; mit Wilfrid Haubeck), Brunnen Verlag, Gießen 2019, ISBN 978-3-7655-9356-7.